# Entropija
Entropija (oznaka S) je fizikalna veličina koju je prvi put 1865. godine uveo njemački fizičar i matematičar Rudolf Clausius. Najčešće se koristi prilikom opisivanja nasumičnosti ili neizvjesnosti sustava. Koncept entropije koristi se u različitim poljima, od klasične termodinamike, gdje je prvi put prepoznat, do mikroskopskog opisa prirode u statističkoj fizici te do načela teorije informacija.
Entropijom i drugim zakonom termodinamike bavili su se i hrvatski znanstvenici: Josip Lončar, Fran Bošnjaković, Vladimir Matković koji je istraživao entropiju hrvatskoga jezika.

## Entropija u klasičnojtermodinamici
Entropija je središnji pojam pri iskazivanju drugog zakona termodinamike. Tako se jedan od najpoznatijih iskaza drugog zakona:
"Promjena entropije izoliranog sustava uvijek je veća od nule.".
Povijesno podrijetlo drugog zakona termodinamike bilo je u teoretskoj analizi učinkovitosti parnih strojeva francuskog inženjera i fizičara Sadija Carnota 1824. godine.
Temelje matematičkog aparata za opisivanje drugog zakona termodinamike zapisao je Rudolf Clausius te se po njemu matematički iskaz Drugog zakona naziva Clausiusova nejednakost. Matematički, entropija se definira kao termodinamička funkcija stanja.
Entropija je funkcija stanja sustava kojoj beskonačno mala (infinitezimalna) promjena {\displaystyle dS} između dva beskonačno bliska ravnotežna stanja termodinamičkog sustava iznosi:
{\displaystyle dS={\frac {\delta Q}{T}},}
gdje je: {\displaystyle \delta Q} - toplina razmijenjena u povratnom (reverzibilnom) procesu kojim sustav prelazi iz jednog stanja u drugo, a {\displaystyle T} - apsolutna temperatura. Ovako definiran izraz za definiciju entropije u literaturi je poznat kao Clausiusova jednakost. Entropija ima mjernu jedinicu J/K.
U klasičnoj termodinamici, apsolutnu vrijednost entropije nekoga sustava nije moguće odrediti (zbog proizvoljne integracijske konstante) pa se određuje samo njezina promjena.

### Objašnjenje
Na zatvorenom povratnom (reverzibilnom) putu (Carnotov kružni proces), kada se konačno i početno stanje poklope, promjena entropije iščezava, ΔS = 0. Prema drugom zakonu termodinamike, entropija izoliranog sustava (sustava koji nije u interakciji s okolinom) veća je ili jednaka nuli: ΔS ≥ 0, pri čemu se znak jednakosti veže za povratne (reverzibilne) procese, a znak nejednakosti za nepovratne (ireverzibilne) procese u sustavu. Entropija izoliranih sustava povećava se, jer takvi sustavi teže stanju najveće neuređenosti. Statistička mehanika nam kaže kako ima više mogućnosti da sustav bude u neuređenom stanju, nego u uređenom (sustav može biti u puno raziličitih neuređenih konfiguracija, ali u samo jednoj je uređen) te je vjerojatnije da se sustav nakon nekog spontanog procesa nađe u stanju veće entropije, nego prije početka procesa. Naravno, kod otvorenih i zatvorenih sustava moguće je ulagati rad (ili izmjenjivati toplinu s okolinom) kako bi se smanjila entropija sustava. Iz drugog zakona termodinamike proizlazi da se neki makroskopski procesi odvijaju samo u smjeru porasta entropije, da imaju strijelu vremena i da im se nered i besciljnost povećavaju (disipativni sustavi). Budući da u stvarnosti ne pokazuju smanjenje entropije, u makroskopskim procesima nije moguć obrat vremena. Zbog toga je, kao filozofsku implikaciju entropije, Arthur Stanley Eddington uveo pojam strijele vremena, koji ima veliku ulogu u modernoj kozmologiji, fizici elementarnih čestica i biologiji. 
Stvarni procesi u prirodi su uvijek nepovratni (ireverzibilni), to jest kod njih entropija uvijek raste. Entropija je specifična u odnosu na ostale fizikalne veličine po tome što možemo reći da entropija određuje smjer (ili strijelu) vremena u makroskopskom svijetu. Stvarni smjer vremena (uobičajeni smjer, vrijeme ide prema "naprijed") je onaj u kojem se entropija makroskopskih sistema povećava ili ostaje ista.

## Entropija u statističkoj mehanici
Početke povezivanja entropije s teorijom vjerojatnosti započeo je Ludwig Boltzmann između 1872 i 1875. Konačnu formulu utvrdio  je Max Planck 1900. godine. Boltzmannova entropija definira se pomoću broja mikrostanja koji odgovaraju nekom makrostanju kao:
{\displaystyle S=k_{\mathrm {B} }\ln \Omega }
ovdje je {\displaystyle k_{b}} - Boltzmannova konstanta, a {\displaystyle \Omega } broj mikrostanja.
Sljedeći korak bio je povezivanje entropije s pojmom vjerojatnosti. To je ostvario američki fizičar Josiah Willard Gibbs. Entropija se prema njemu definira kao:
S=-k_{\text{B}}\,\sum _{i}p_{i}\ln(p_{i})
ovdje je {\displaystyle p_{i}} vjerojatnost da će se određeno mikrostanje pojaviti uslijed fluktuacije sustava.
Boltzmannova entropija se dobije iz Gibbsove pomoću sljedeće relacije {\displaystyle p=1/\Omega }.
Ta relacija nam kaže kako je svako mikrostanje jednako vjerojatno (jedan od temeljnih postulata statističke termodinamike).
Pokazano je kako su i ova i prethodna definicija entropije jednake klasičnoj Clausiusovoj definiciji entropije s početka članka. Kasnije von Neumann i Shannon proširili su pojam entropije na kvantnu mehaniku i teoriju informacija. 

### Treći zakon termodinamike
Za određivanje apsolutnog iznosa entropije, može se koristiti treći zakon termodinamike, također poznat i kao Nerstov stavak.
Taj stavak navodi da se entropija zatvorenog sustava u termodinamičkoj ravnoteži približava konstantnoj vrijednosti kada se njegova temperatura približava apsolutnoj nuli odnosno: 
{\displaystyle {\lim _{T\to 0}S=S_{0}}}
Nerstov stavak također navodi kako je i nemoguće postići apsolutnu nulu.
Nernstovo načelo nedostižnosti:
"Nemoguće je za bilo koji proces, bez obzira koliko on bio idealiziran, smanjiti entropiju sustava na vrijednost koju bi imao prilikom apsolutne nule u konačnom broju operacija."
Entropija je Boltzmannovom jednadžbom {\displaystyle S=k_{\mathrm {B} }\ln \Omega } povezana s brojem dostupnih mikrostanja, ukoliko za sustav postoji jedno jedinstveno stanje s minimalnom energijom, tada će u tom slučaju entropija pri apsolutnoj nuli biti točno jednaka nuli.
To je tako jer ukoliko je {\displaystyle \Omega =1}, tada je {\displaystyle S=k_{\mathrm {B} }\ln(1)=0}.
To je slučaj samo za čiste kristalne substance, za neke druge tvari, moguće je postojanje više različitih mikrostanja za isto stanje s najnižom energijom te tada entropija sustava nije jednaka nuli. Ta preostala entropija naziva se rezidualna entropija.

## Entropija u kvantnoj mehanici
Prije nego što je moguće odrediti apsolutni iznos entropije nekog sustava pomoću Nernstovog teorema (trećeg zakona termodinamike), potrebno je razmotriti koncept mikrostanja.  
Mikrostanje {\displaystyle \Omega } predstavlja broj dinamičkih stanja koji pripadaju određenom termodinamičkom stanju. Svako dinamičko stanje odgovara jednoj točki u faznom prostoru, koji je {\displaystyle 6N}-dimenzionalan za sustav od {\displaystyle N} čestica.
Dimenzionalnost proizlazi iz činjenice da su za potpuno opisivanje gibanja svake čestice potrebne:  
- {\displaystyle 3} prostorne koordinate {\displaystyle (q_{x},q_{y},q_{z})},
- {\displaystyle 3} komponente količine gibanja {\displaystyle (p_{x},p_{y},p_{z})}.  
Ukupni volumen dostupnog faznog prostora definiran je integralom:
{\displaystyle V=\int d^{3N}q\,d^{3N}p}
Budući da je fazni prostor kontinuiran, unutar konačnog volumena postoji beskonačno mnogo mikrostanja. To predstavlja problem jer bi Boltzmannova jednadžba za entropiju {\displaystyle S=k_{B}\ln \Omega } dovela do beskonačne entropije, što je fizički besmisleno.  
Kako bi entropija bila konačna veličina, fazni prostor se mora diskretizirati u konačne jedinice. To znači da se mikrostanje identificira s jednom "ćelijom" unutar faznog prostora, tako da je ukupni volumen podijeljen na konačan broj mikrostanja.
Sada problem predstavlja proizvoljno određivanje veličine tih ćelija, no problem se rješava koristeći spoznaje iz kvantne mehanike.  
Kvantna mehanika prirodno nameće minimalni volumen faznog prostora. Zbog načelu neodređenosti čestica nikad ne može biti samo u jednoj točki prostora, najmanja moguća ćelija faznog prostora ima veličinu proporcionalnu Planckovoj konstanti {\displaystyle h=6.62607015\times 10^{-34}\,{\text{Js}}}, odnosno čelija koja predstavlja jedno mikrostanje ima minimalni volumen od {\displaystyle h^{3N}}.
Stoga, broj mikrostanja definira se kao:
{\displaystyle \Omega ={\frac {V}{h^{3N}}}}
Ova formulacija osigurava da je broj mikrostanja konačan i dimenzijski ispravan, čime Boltzmannova jednadžba za entropiju postaje matematički i fizički smislena.

### von Neumannova entropija
Za kvantno-mehanički sustav opisan matricom gustoće {\displaystyle \rho } , von Neumannova entropija definira se kao:
{\displaystyle {\displaystyle S=-\operatorname {tr} (\rho \ln \rho ),}}
ovdje {\displaystyle \operatorname {tr} }  označava trag matrice.

## Entropija u informacijskoj znanosti
U teoriji informacija, entropija slučajne varijable kvantificira prosječnu razinu neizvjesnosti  s potencijalnim stanjima varijabl  ili informacija povezanih s  mogućim ishodima. Time se mjeri očekivana količina informacija potrebnih za opisivanje stanja varijable, uzimajući u obzir distribuciju vjerojatnosti kroz sva potencijalna stanja. S obzirom na diskretnu slučajnu varijablu {\displaystyle X}, koja može biti bilo koji član {\displaystyle x} unutar skupa {\displaystyle {\mathcal {X}}} i raspodijeljena je prema {\displaystyle p\colon {\mathcal {X}}\to [0,1]}, entropija se definira kao
{\displaystyle \mathrm {H} (X):=-\sum _{x\in {\mathcal {X}}}p(x)\log p(x),}
gdje se zbraja po svim mogućim vrijednostima varijable.
Koncept informacijske entropije uveo je Claude Shannon u svom radu iz 1948. "Matematička teorija komunikacije", i također se naziva Shannonova entropija.

## Kemijska termodinamika
Dio kemije koji se bavi proučavanjem toplinskih promjena u kemijskim reakcijama zove se kemijska termodinamika.
| Tvar     | S°m/J mol-1 K-1 |
| -------- | --------------- |
| CaCO3(S) | 92,9            |
| CaO(S)   | 39,8            |
| CO2(g)   | 213,6           |
| N2(g)    | 191,6           |
| H2(g)    | 130,7           |
| NH3(g)   | 192,5           |